# Calosotinae
Die Calosotinae bilden eine Unterfamilie der Eupelmidae innerhalb der Überfamilie der Erzwespen (Chalcidoidea).

## Taxonomie
Das Taxon geht auf den tschechischen Entomologen Zdeněk Bouček im Jahr 1958 zurück. Die Typusgattung ist Calosota Curtis, 1836. Burks et al. (2022) führten aufgrund molekularbiologischer und morphologischer Studien eine Aufspaltung und Umgliederung der Pteromalidae sowie verwandter Erzwespenfamilien durch. Im Rahmen dieser Revision wurden fünf Gattungen aus der Unterfamilie Calosotinae herausgelöst und der neu eingeführten Unterfamilie Eusandalinae zugeordnet.

## Merkmale
Die anterolateralen mesoskutalen Ecken ragen auf beiden Seiten des Pronotums schulterförmig hervor.

## Verbreitung
Die Calosotinae sind weltweit verbreitet.

## Lebensweise
Die meisten Calosotinae parasitieren Larven und Puppen xylophager Käfer.

## Innere Systematik
Die Calosotinae umfassen folgende Gattungen:
- Balcha Walker, 1862 – 16 Arten; Afrotropis, Australasien, Nearktis (eingeschleppt)[4], Orientalis, Ostpaläarktis
- Calosota Curtis, 1836 – 70 Arten; Afrotropis, Australien, Nearktis, Neotropis, Orientalis, Paläarktis
- Tanythorax Gibson, 1989 – 1 Art (T. spinosus); Papua-Neuguinea, Philippinen